# 纳舒厄 (新罕布什尔州)
納舒阿 是美国新罕布什爾州希爾斯波羅郡兩個郡治之一。2006年人口87,157人，是該州第二大城市。這個數字於2010年下跌至86,494人。
1746年設鎮，名為鄧斯特布爾（Dunstable）。1836年改為現名。

## 地理
纳舒阿的座標為42°45′04″N 71°28′51″W / 42.751038°N 71.480817°W（42.751038,-71.480817）。根據2000年人口普查，本城面積為31.8平方英里（82.36平方），其中30.9平方英里（80.03平方）為陸地，0.9平方英里（2.33平方）為水域。